# Cappella di San Giovanni Battista de La Salle alla Piazza di Spagna
La cappella di San Giovanni Battista de La Salle alla Piazza di Spagna, anche nota come San Giovanni Battista de La Salle nel Collegio San Giuseppe Istituto De Mérode, è una cappella di Roma, in Italia, situata nel rione Campo Marzio, presso la via Alibert. È dedicata a san Giovanni Battista de la Salle, il fondatore dei Fratelli delle scuole cristiane. L'indirizzo postale si trova in via di San Sebastianello 1, una strada che parte dalla vicina piazza di Spagna.

## Storia e descrizione
Questa cappella fu costruita alla fine del diciannovesimo secolo dall'architetto Ciriaco Baschieri Salvadori per servire il collegio di San Giuseppe dei Fratelli delle scuole cristiane. Inizialmente venne dedicata a san Giuseppe, dal quale prende nome il collegio, ma nel 1900 fu consacrata ufficialmente a san Giovanni Battista de la Salle dal cardinale Pietro Respighi. Attualmente è incorporata al complesso della scuola, ma continua ad essere una chiesa annessa alla parrocchia di San Giacomo in Augusta.
Gli affreschi dell'abside, del tetto, dell'arco trionfale e delle pareti laterali furono terminati nel 1888 e sono di Luigi Fontana. Sull'altare maggiore si trova una copia dell'icona della Madonna di Pompei. Nella semicupola dell'abside si trova un affresco di Fontana che raffigura San Giovanni Battista de la Salle che stabilisce le regole della sua congregazione. I tre altari laterali di destra sono dedicati alla Madonna di Fátima, al Sacro Cuore di Gesù e a san Giuseppe.